# Datun Hai
Datun Hai är en sjö i Kina. Den ligger i provinsen Yunnan, i den sydvästra delen av landet, omkring 190 kilometer söder om provinshuvudstaden Kunming. Datun Hai ligger 1 280 meter över havet. Arean är 16,7 kvadratkilometer. Trakten runt Datun Hai består i huvudsak av gräsmarker. Den sträcker sig 7,2 kilometer i nord-sydlig riktning, och 3,7 kilometer i öst-västlig riktning.
Genomsnittlig årsnederbörd är 1 375 millimeter. Den regnigaste månaden är juli, med i genomsnitt 278 mm nederbörd, och den torraste är februari, med 22 mm nederbörd.